# Spyridon Gianniotis
Spyridon Gianniotis (Grieks: Σπυρίδων Γιαννιώτης) (Liverpool, 19 februari 1980) is een Grieks zwemmer die uitkomt op de langere afstanden en in het open water. Hij is tweevoudig wereldkampioen, eenmaal wereldbekerwinnaar en tweevoudig Europees kampioen. Hij nam voor Griekenland vijfmaal deel aan de Olympische Zomerspelen, en won op zijn laatste Spelen op 36-jarige leeftijd in 2016 zijn eerste medaille, een zilveren plak achter de Nederlander Ferry Weertman op het onderdeel 10 kilometer open water. Gianniotis werd in 2011, nadat hij in Shanghai wereldkampioen op de 10 kilometer open water was geworden, verkozen tot Wereld openwaterzwemmer van het jaar door de wereldzwembond FINA.